# Benton County (Tennessee)
Das Benton County ist ein County im US-amerikanischen Bundesstaat Tennessee. Das U.S. Census Bureau hat bei der Volkszählung 2020 eine Einwohnerzahl von 15.864 ermittelt. Der Verwaltungssitz (County Seat) ist Camden.

## Geografie

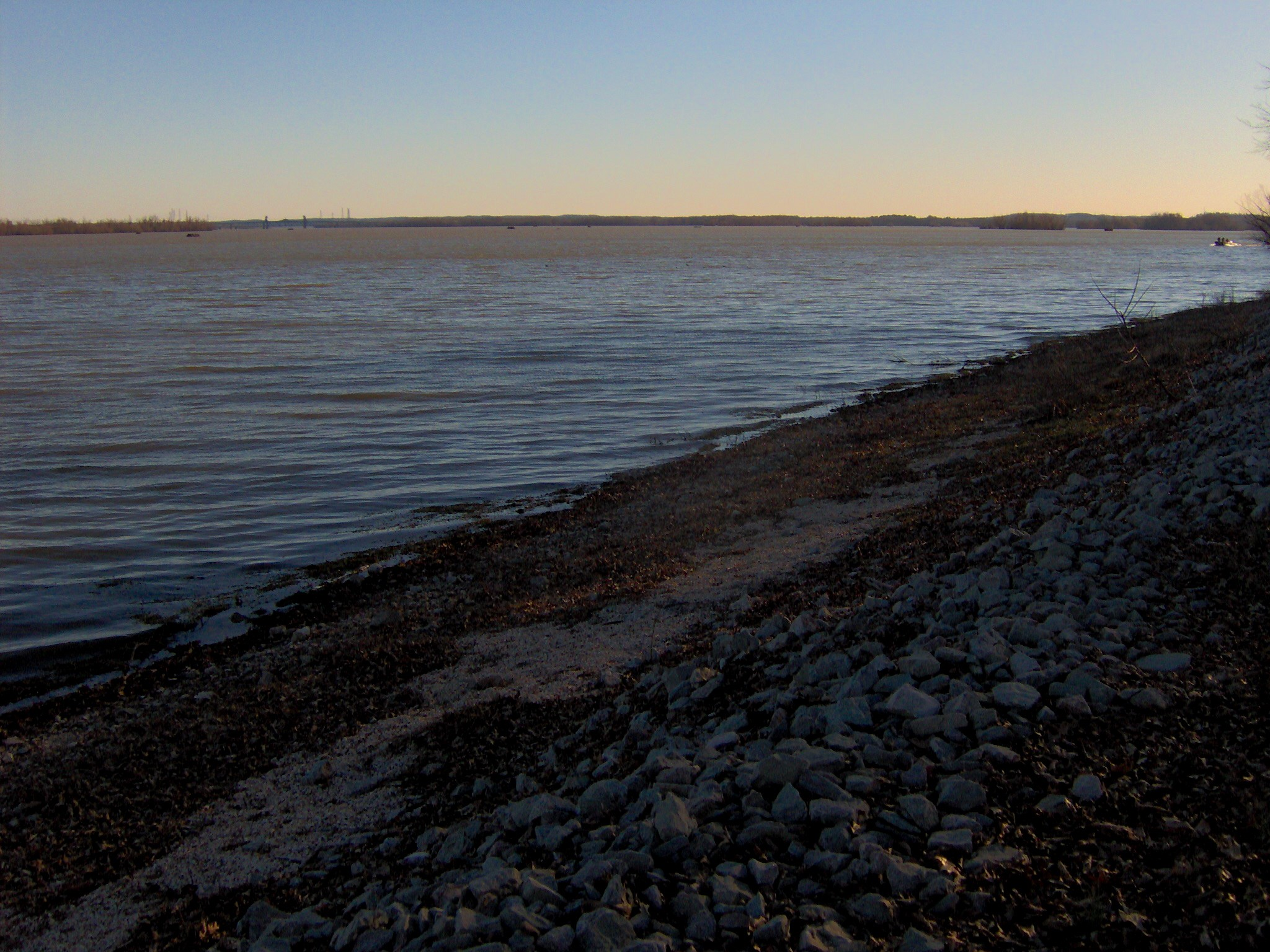
Der Kentucky Lake

Das County liegt im mittleren Nordwesten von Tennessee. Es ist im Norden etwa 40 km von Kentucky entfernt und hat eine Fläche von 1130 Quadratkilometern, wovon 107 Quadratkilometer Wasserfläche sind.
Das Benton County liegt am Westufer des zum Kentucky Lake aufgestauten Tennessee River. Im Westen wird das County vom Big Sandy River begrenzt, der an der Nordgrenze des Countys in den Kentucky Lake mündet.
An das Benton County grenzen folgende Nachbarcountys:
| Henry County   |                | Stewart County, Houston County |
| Carroll County |                | Humphreys County               |
|                | Decatur County | Perry County                   |

Das Tennessee National Wildlife Refuge liegt teilweise im Benton County.

## Geschichte
Das Benton County wurde am 19. Dezember 1835 aus ehemaligen Teilen des Henry County und des Humphreys County gebildet. Benannt wurde es nach David Benton (1779–1860), einem Veteranen des Krieges von 1812 und frühem Siedler in diesem Gebiet.

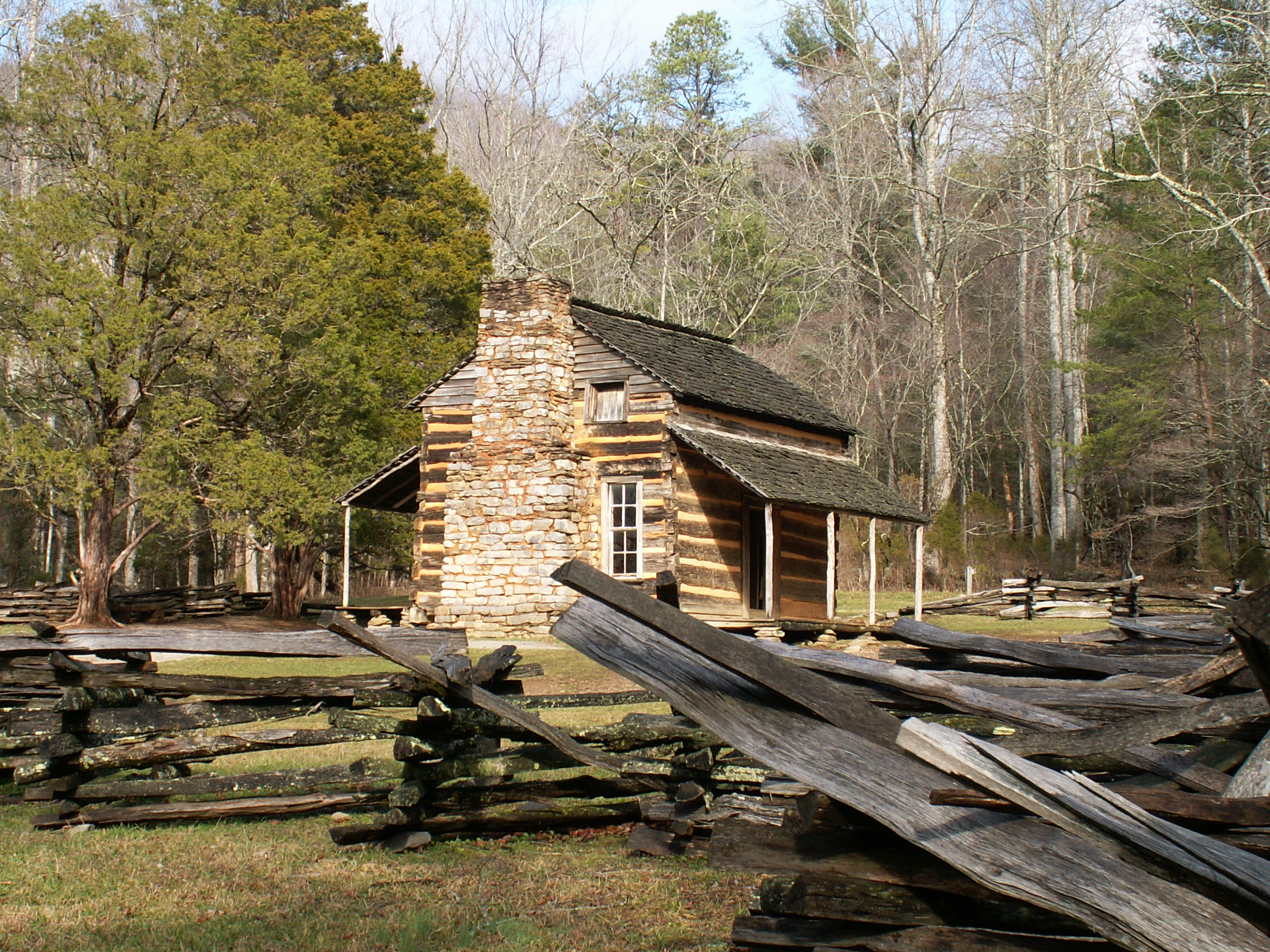
Das William Thompson House ist einer von vier Einträgen des Countys im NRHP.

Vier Bauwerke und Stätten des Countys sind im National Register of Historic Places (NRHP) eingetragen (Stand 9. August 2018).

## Bevölkerung
Nach der Volkszählung im Jahr 2010 lebten im Benton County 16.489 Menschen in 7271 Haushalten. Die Bevölkerungsdichte betrug 16,1 Einwohner pro Quadratkilometer. In den 7271 Haushalten lebten statistisch je 2,21 Personen.
Ethnisch betrachtet setzte sich die Bevölkerung zusammen aus 95,4 Prozent Weißen, 1,9 Prozent Afroamerikanern, 0,4 Prozent amerikanischen Ureinwohnern, 0,4 Prozent Asiaten sowie aus anderen ethnischen Gruppen; 1,4 Prozent stammten von zwei oder mehr Ethnien ab. Unabhängig von der ethnischen Zugehörigkeit waren 1,8 Prozent der Bevölkerung spanischer oder lateinamerikanischer Abstammung.
20,5 Prozent der Bevölkerung waren unter 18 Jahre alt, 59,6 Prozent waren zwischen 18 und 64 und 19,9 Prozent waren 65 Jahre oder älter. 51,0 Prozent der Bevölkerung war weiblich.
Das jährliche Durchschnittseinkommen eines Haushalts lag bei 31.917 USD. Das Prokopfeinkommen betrug 19.706 USD. 20,0 Prozent der Einwohner lebten unterhalb der Armutsgrenze.

## Orte im Benton County
| City - Camden | Town - Big Sandy |

Census-designated place (CDP)
| - Eva |

Unincorporated Communities
| - Holladay - Sugar Tree |

## Gliederung
Das Benton County ist in neun durchnummerierte Distrikte eingeteilt:
| Distrikt | Einwohner (2010) | FIPS     |
| -------- | ---------------- | -------- |
| 1        | 4891             | 47-90004 |
| 2        | 5090             | 47-90194 |
| 3        | 5287             | 47-90384 |
| 4        | 4589             | 47-90574 |
| 5        | 4605             | 47-90764 |
| 6        | 4594             | 47-90954 |
| 7        | 5455             | 47-91144 |
| 8        | 5039             | 47-91334 |
| 9        | 5508             | 47-91524 |